# 塞內加爾無鬚鱈
塞內加爾無鬚鱈，為輻鰭魚綱鱈形目無鬚鱈科的其中一種，分布於東大西洋北非Cantin角至Roxo角海域，為熱帶海水魚，深度15-800公尺，體長可達81公分，棲息在底層水域，以頭足類、魚類、甲殼類等為食，生活習性不明，可做為食用魚。

## 扩展阅读
維基物種上的相關：塞內加爾無鬚鱈